# Aeroportul Peter O. Knight
Aeroportul Peter O. Knight (IATA: TPF, ICAO: KTPF, FAA LID: TPF) este un aeroport din Tampa, Florida, Comitatul Hillsborough, Florida, Florida, Statele Unite ale Americii ce deservește zona Tampa.
Situat la o altitudine de 2 m, aeroportul dispune de 2 piste. Este operat de Atlas Aviation⁠(d).

## Infrastructură

### Piste
Aeroportul dispune de 2 piste. Pista 04/22 are suprafața de asfalt și dimensiunile 3.583 picioare × 100 picioare. Pista 18/36 are suprafața de asfalt și dimensiunile 2.687 picioare × 75 picioare. 